# حسن قبودان (عزبة)
عزبة حسن قبودان، عزبة تابعة لمركز الرحمانية بمحافظة البحيرة في جمهورية مصر العربية. عُرفت بهذا الاسم نسبةً إلى حسن قبودان مؤسسها؛ والذي كان مديراً لمديرية البحيرة، وهو نجل محمد سليم القبطان.

## السكان
حسب تعداد السكان عام 2006، بلغ عدد سكان عزبة حسن قبودان 1,745 نسمة، منهم 880 ذكر و865 أنثى. وبحسب تعداد 2016، بلغ عدد السكان 2,388 نسمة، 1,219 من الذكور و1,169 من الإناث.